# Seoule Simeon

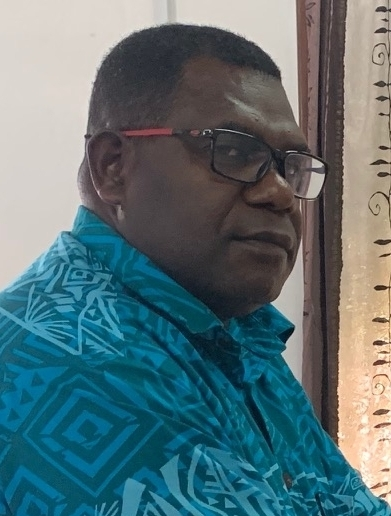
Seoule Simon, 2020

Seoule Davidson Simeon (* 10. Oktober 1970 im Südpazifik) ist ein vanuatuischer Politiker der Union des Partis Moderés (Union of Moderate Parties, UMP). Er ist seit 2016 Mitglied im Parlament von Vanuatu und bekleidete von 2019 bis 2020 sowie seit 2021 das Amt als Parlamentssprecher. 2022 war er kurzzeitig kommissarischer Präsident von Vanuatu.

## Leben
Simeon, der von der Insel Épi stammt, war nach dem Besuch des Lycee Louis Antoine de Bougainville im Staatsdienst sowie in Privatunternehmen tätig. Bei den Wahlen vom 22. Januar 2016 wurde er für die überwiegend frankophone Union des Partis Moderés (Union of Moderate Parties, UMP) erstmals zum Mitglied des Parlaments gewählt und vertritt in diesem nach seiner Wiederwahl bei der Wahl am 19./20. März 2020 den Wahlkreis Épi.
Im Rahmen einer Kabinettsumbildung übernahm Simeon in der Regierung von Premierminister Charlot Salwai am 26. November 2016 als Minister für Jugend und Sport sein erstes Ministeramt und bekleidete dieses bis zum 5. September 2019. Im Anschluss wurde er am 6. September 2019 als Speaker of Parliament zum Parlamentspräsidenten gewählt und hatte dieses Amt bis Januar 2020. Nach der Wahl am 19./20. März 2020 übernahm er am 20. April 2020 im Kabinett von Premierminister Bob Loughman Weibur das Amt als Bildungsminister und behielt dieses bis zum 15. Juni 2021. Er trat am 5. November 2020 aus der Reunification of Movement for Change (RMC) aus. Am 15. Juni 2021 wurde er erneut zum Sprecher des Parlaments gewählt.
Nachdem die Amtszeit von Präsident Tallis Obed Moses am 6. Juli 2022 endete, wurde Seoule Simeon als Parlamentssprecher aufgrund der Verfassung kommissarischer Präsident. Im ersten Wahlgang des Wahlkollegiums (52 Parlamentsmitglieder und 6 Provinzpräsidenten) zur Wahl eines neuen Präsidenten am 21. Juli erhielt Nikenike Vurobaravu 26 Stimmen, Willie Jimmy sechs, Jacob Bani sechs und Sela Molisa fünf, wobei zur Wahl sind 39 Stimmen erforderlich sind. Eine zweite Runde am selben Tag brachte ebenfalls kein Ergebnis, da Vurobaravu 34, George Andre Wells acht Stimmen erhielten, ebenso wie am 22. Juli eine dritte (Vurobaravu 35, Wells sieben, Serge Vohor), vierte (Vurobaravu 35, Jimmy fünf) und fünfte (Vurobaravu 35, Jimmy fünf) und sechste (Vurobaravu 36, Wells sechs, Edwin Amblus fünf). Am 23. Juli 2022 wurde Vurobaravu nach einem siebten ergebnislosen Wahlgang (Vurobaravu 37, Molisa zehn) im achten Wahlgang mit 48 Stimmen gewählt und als Präsident vereidigt, woraufhin er das Amt von Simeon übernahm.